# Kamalszahr
Kamalszahr (perski: ‏کمال‌شهر‎) – miasto w Iranie, w ostanie Alborz. W 2006 roku miasto liczyło 80 435 mieszkańców w 20 940 rodzinach.